# Петьков, Кирилл Викторович
Кирилл Викторович Петьков (род. 3 апреля 1998, Гомель) — российский хоккеист, нападающий.

## Биография
Уроженец белорусского Гомеля, начинал заниматься хоккеем в местной ДЮСШ-5. По ходу сезона 2009/10 переехал в российский Санкт-Петербург, где продолжил обучение в школе «Серебряные львы». С 2013 года — в системе СКА. Выступал за команды «СКА-1946» (МХЛ, 2014/15 — 2018/19), «СКА-Карелия» (НМХЛ, 2015/16 — 2016/17), «СКА-Нева» (ВХЛ, 2017/18 — 2019/20). 19 июня 2020 года вместе с ещё пятью хоккеистами был обменян в «Сочи». 4 декабря 2023 года был обменян в «Адмирал».